# Rio Areias (vattendrag i Brasilien, Tocantins)
Rio Areias (portugisiska: Rio do Areias) är ett vattendrag i Brasilien.   Det ligger i delstaten Tocantins, i den centrala delen av landet, 600 km norr om huvudstaden Brasília.
Omgivningarna runt Rio Areias är huvudsakligen savann. Runt Rio Areias är det glesbefolkat, med 12 invånare per kvadratkilometer.